# Sainte-Colombe, Charente
 Sainte-Colombe  là một xã thuộc tỉnh Charente trong vùng Nouvelle-Aquitaine tây nam nước Pháp. Xã này có độ cao trung bình 78 mét trên mực nước biển.